# Couvent des Cordeliers de Périgueux
Pour les articles homonymes, voir Couvent des Cordeliers.
Le couvent des Cordeliers de Périgueux est un ancien couvent français de la commune de Périgueux, repris de 1837 à 1983 par l'ordre de la Visitation, puis transformé en centre culturel de la mairie de Périgueux à la fin du XXe siècle.

## Historique

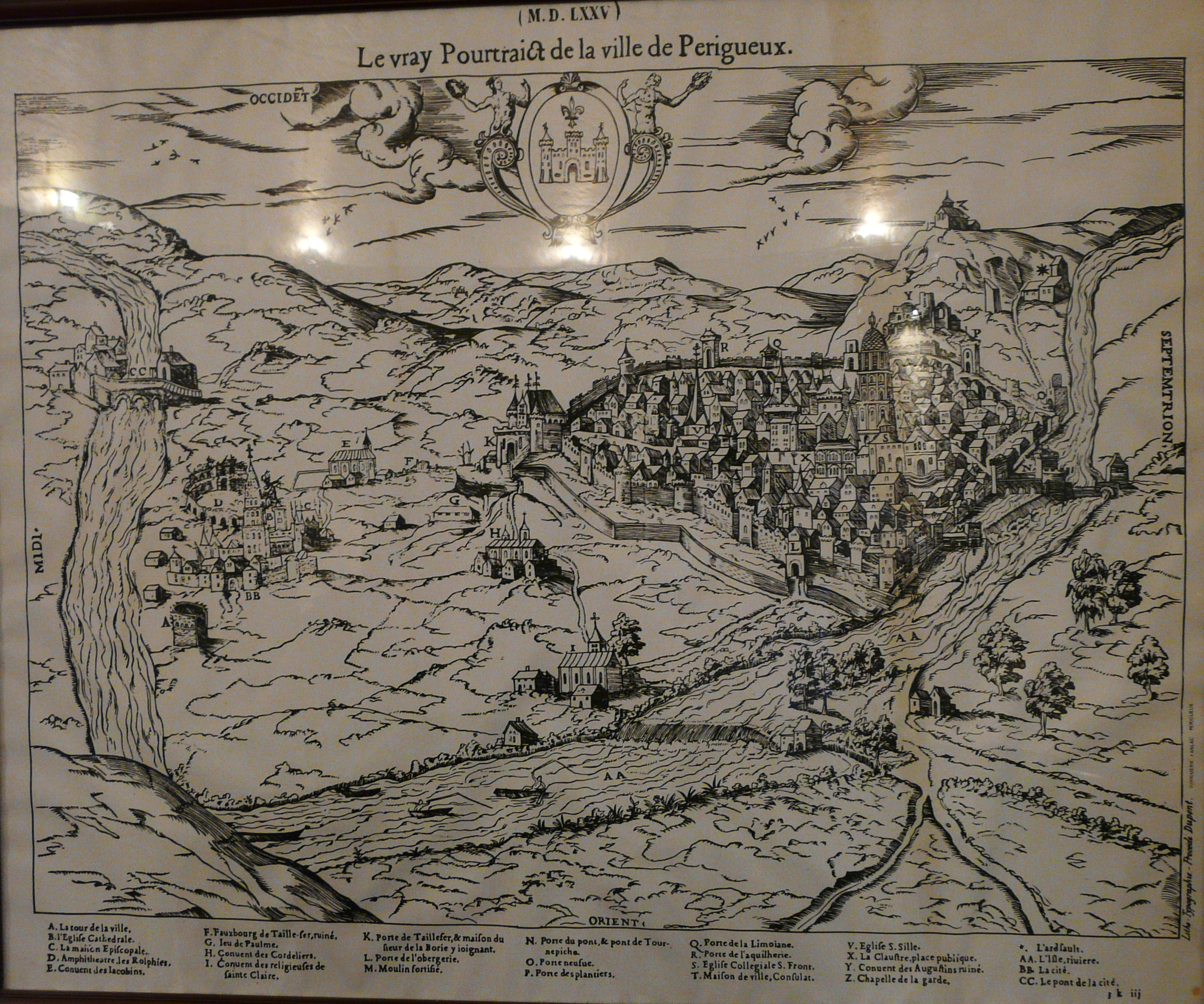
Le vray Pourtraict de la ville de Perigueux, dessin de François de Belleforest en 1575. Le couvent des Cordeliers (noté H) se situe un peu à gauche du centre, entre la Cité et son clocher (BB) à gauche et la porte de l'Obergerie (L) ouvrant les remparts du Puy-Saint-Front à droite.

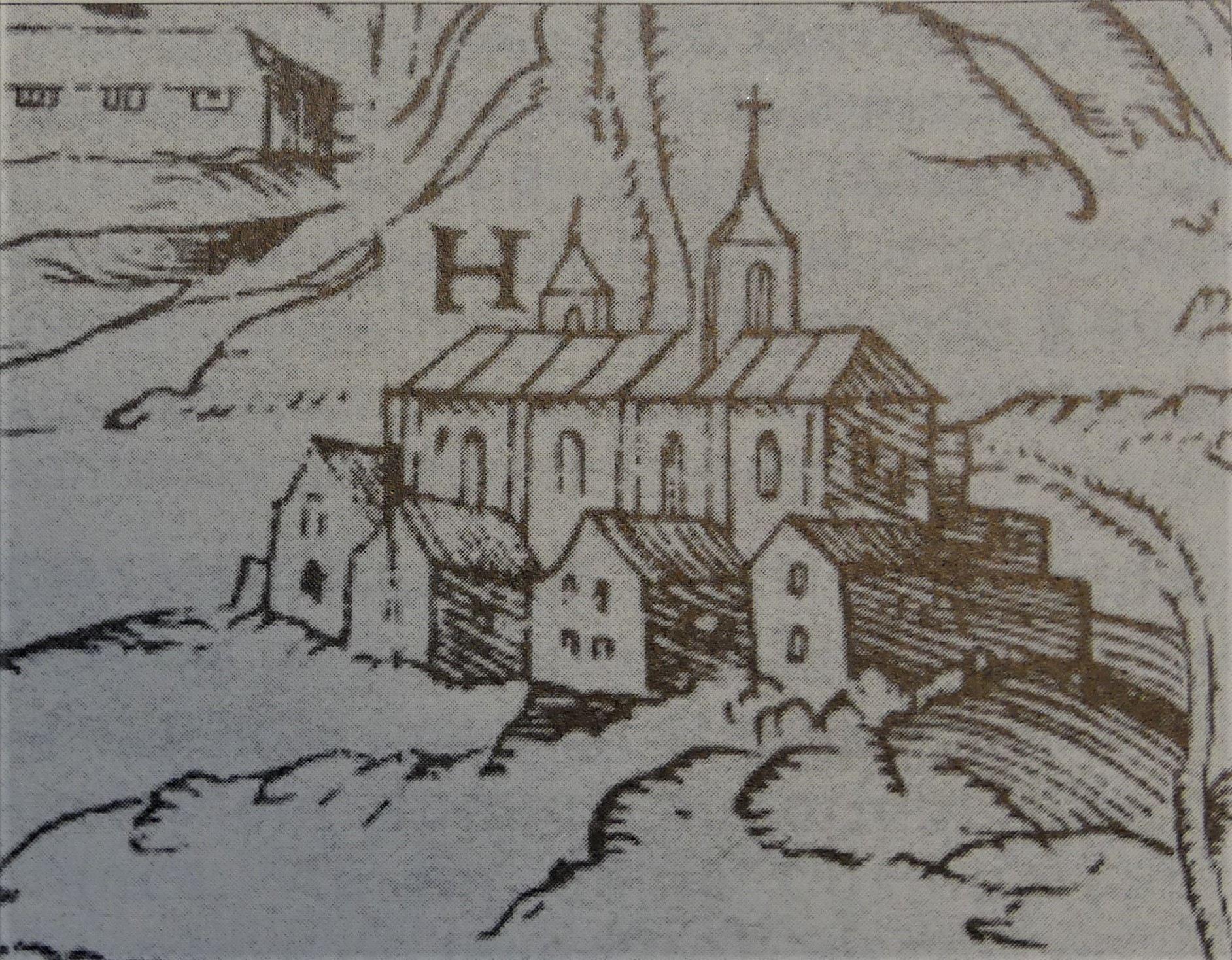
Le couvent des Cordeliers tel qu'il apparaît sur le dessin Le vray Pourtraict de la ville de Perigueux réalisé par François de Belleforest en 1575.

Le couvent des Cordeliers ou des Frères mineurs a été fondé  à Périgueux au XIIIe siècle hors les murs de la cité du Puy-Saint-Front, à proximité de la tour Mataguerre. L'évêque de Périgueux Raoul Ier de Leron de Lastours a décidé de fonder un couvent des Frères mineurs en 1217. Après son retour en 1219 d'un pèlerinage en Terre sainte à Jérusalem, il en a posé la première pierre en 1220. Hélie Pilet, évêque de Périgueux, n'a effectué la consécration de l'autel majeur — à saint François, saint Front et saint Laurent — qu'en 1269, ce qui semble indiquer que la construction n'a pas dû se faire immédiatement après la pose de la première pierre, ou a été d'une certaine lenteur. Ce couvent avait sous sa custodie les maisons d'Aubeterre, de Bergerac, d'Excideuil, de Montignac, de Sainte-Foy et de Sarlat.
C'est au-dessus de la porte de l'église des Cordeliers qu'a été trouvée l'inscription :
PETRA SIS INGRATIS, COR AMICIS, HOSTIBUS ENSIS
HAEC TRIA SI FUERIS, PETRA COR ENSIS ERIS
En 1311, des représentants des rois d'Angleterre et de France s'y rencontrent. En 1324, le comte de Périgord Archambaud IV loge en ce couvent où il avait fait rapatrier le corps de sa mère Brunissende de Foix pour y être inhumé. De nuit, le peuple et les consuls de la ville envahissent le site dans le but d'assassiner le comte et sa suite, et lors de l'assaut, six archers du comte sont tués. En 1346, les représentants du roi de France font retirer les charpentes du couvent pour éviter que les Anglais ne les utilisent pour construire des engins de siège, et des pierres en sont prélevées pour ériger des murs.
Peu de documents permettent de préciser l'aspect de ce monument. La gravure du tome 1 de la Cosmographie universelle de François de Belleforest de 1575 est la seule image le représentant. Ces bâtiments n'ont probablement pas subi de transformation importante depuis leur construction jusqu'aux guerres de Religion : les protestants prennent Périgueux en 1575 et le couvent devient alors une ruine.
Il est reconstruit au XVIIe siècle avec un cloître de 28 × 24 mètres, des jardins fruitier et potager, un puits, et une nouvelle église Notre-Dame-des-Anges — de 35 × 10 mètres — comprenant trois chapelles et un clocher. Wlgrin de Taillefer a écrit de celle-ci qu'« on l'avait ornée de beaucoup de sculptures » et Lagrange-Chancel a indiqué en 1730 que c'était une « jolie église ».
N'hébergeant plus que huit religieux lorsque se produit la Révolution, le couvent des Cordeliers devient bien national dès 1789. La municipalité de Périgueux l'acquiert en 1791 et y installe deux ans plus tard des ateliers de fabrication de pièces nécessaires à l'artillerie. Il est ensuite vendu à un certain Guillaume Lacombe, chirurgien et receveur municipal. Les bâtiments conventuels sont alors détruits, sauf une aile orientée nord-sud. Il autorise, moyennant compensation financière, la construction d'un égout qui traverse sa propriété.
En 1837, Sabin Lacombe vend l'ancienne propriété des Cordeliers aux Sœurs de la Visitation. Les Visitandines construisent leur couvent en y intégrant le seul bâtiment des Cordeliers subsistant. Elles restent dans ce couvent jusqu'en 1983, date à laquelle la ville rachète les bâtiments.
Dans le cadre d'une opération d'aménagement dans l'ancien enclos des Visitandines prévue en 1984 a été imposée une intervention archéologique. La fouille de sauvetage a commencé en 1988 pour retrouver les vestiges des anciens bâtiments du couvent des Cordeliers. Les bâtiments du couvent de la Visitation sont ensuite transformés en centre culturel.

## Photothèque

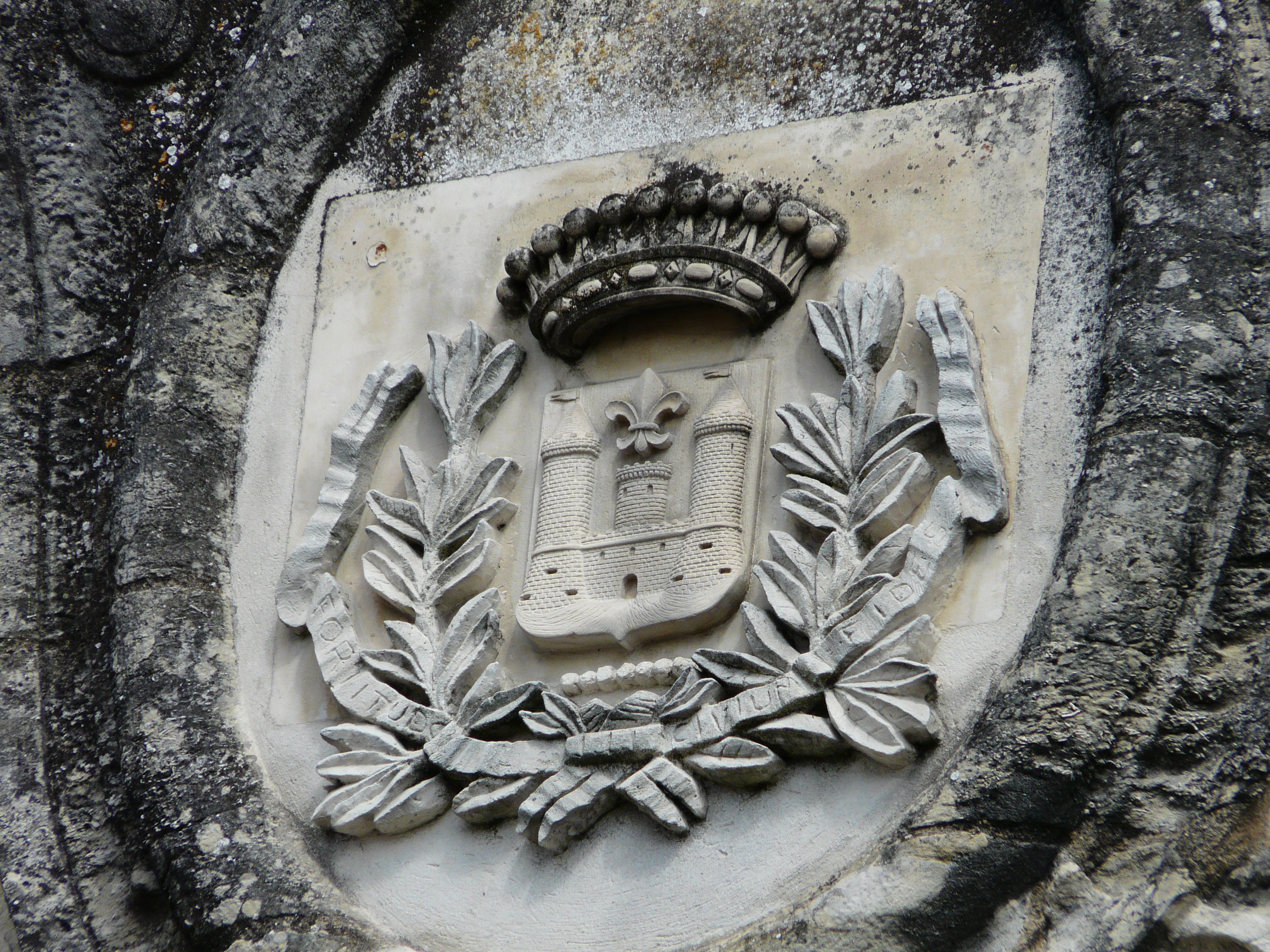
Armoiries de la ville de Périgueux sur l'ancien portail du couvent des Cordeliers.
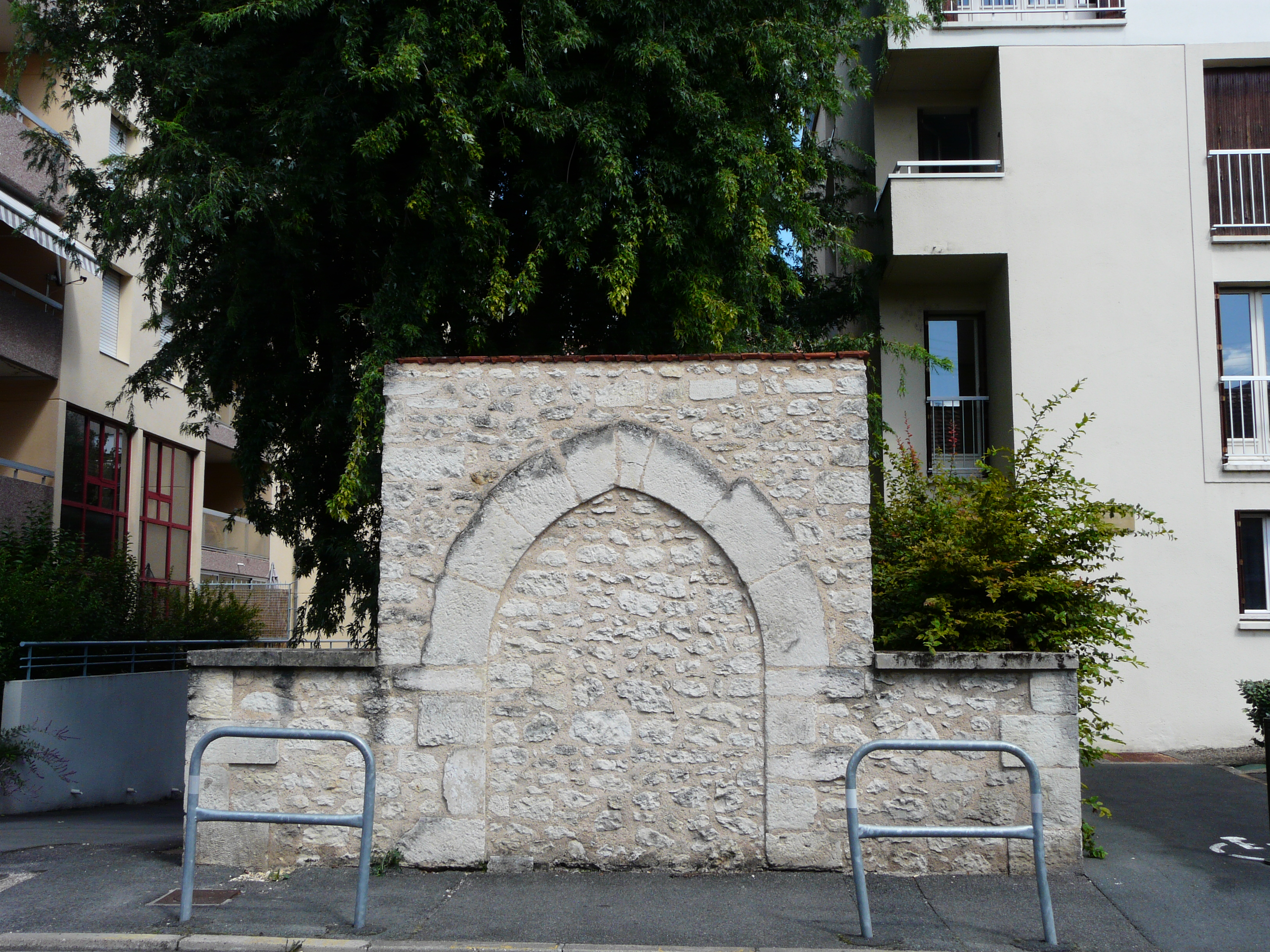
Ancienne ogive du couvent des Cordeliers conservée, rue des Thermes.
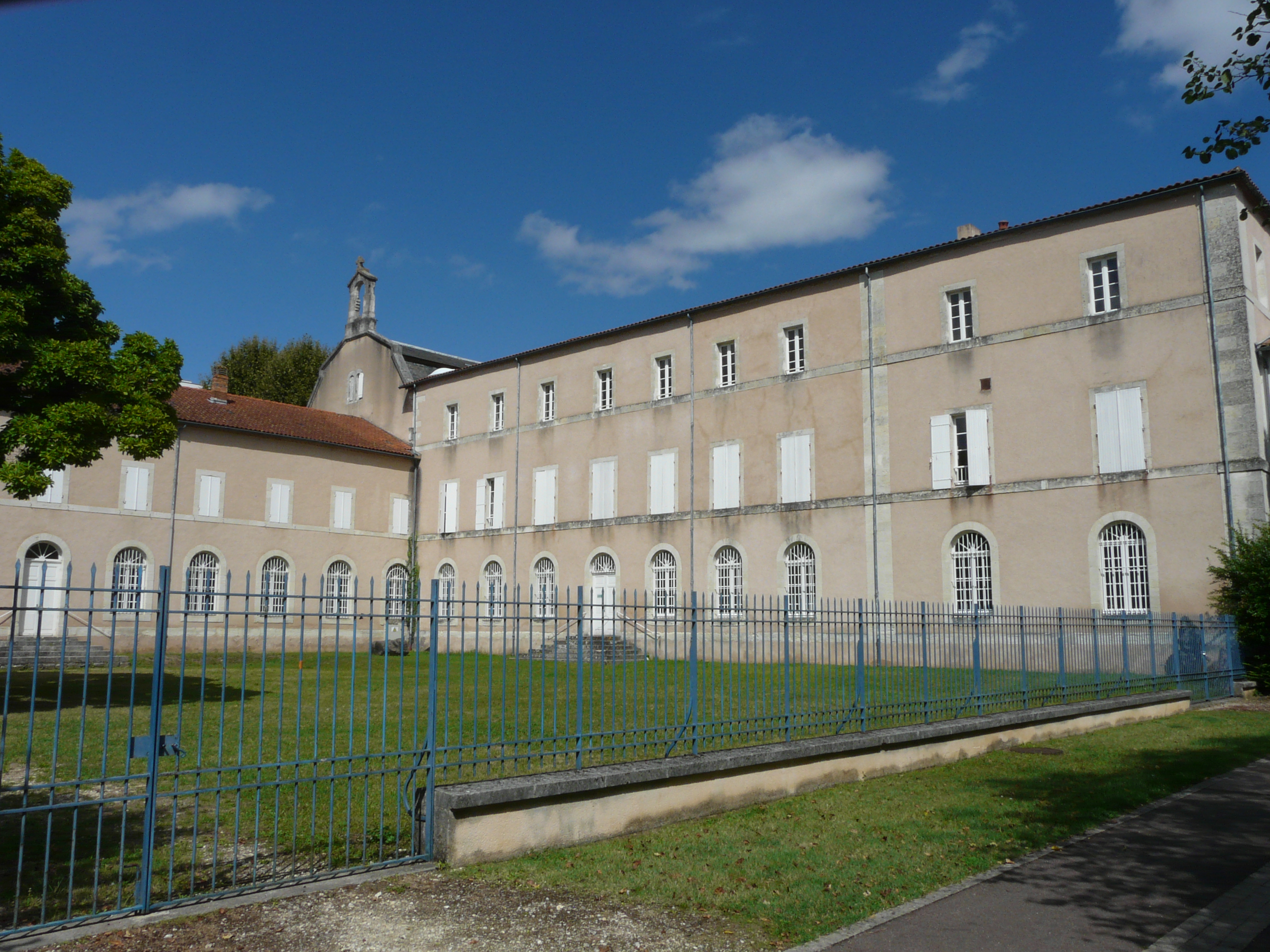
Le jardin du couvent de la Visitation situé à l'emplacement de l'ancien couvent des Cordeliers.
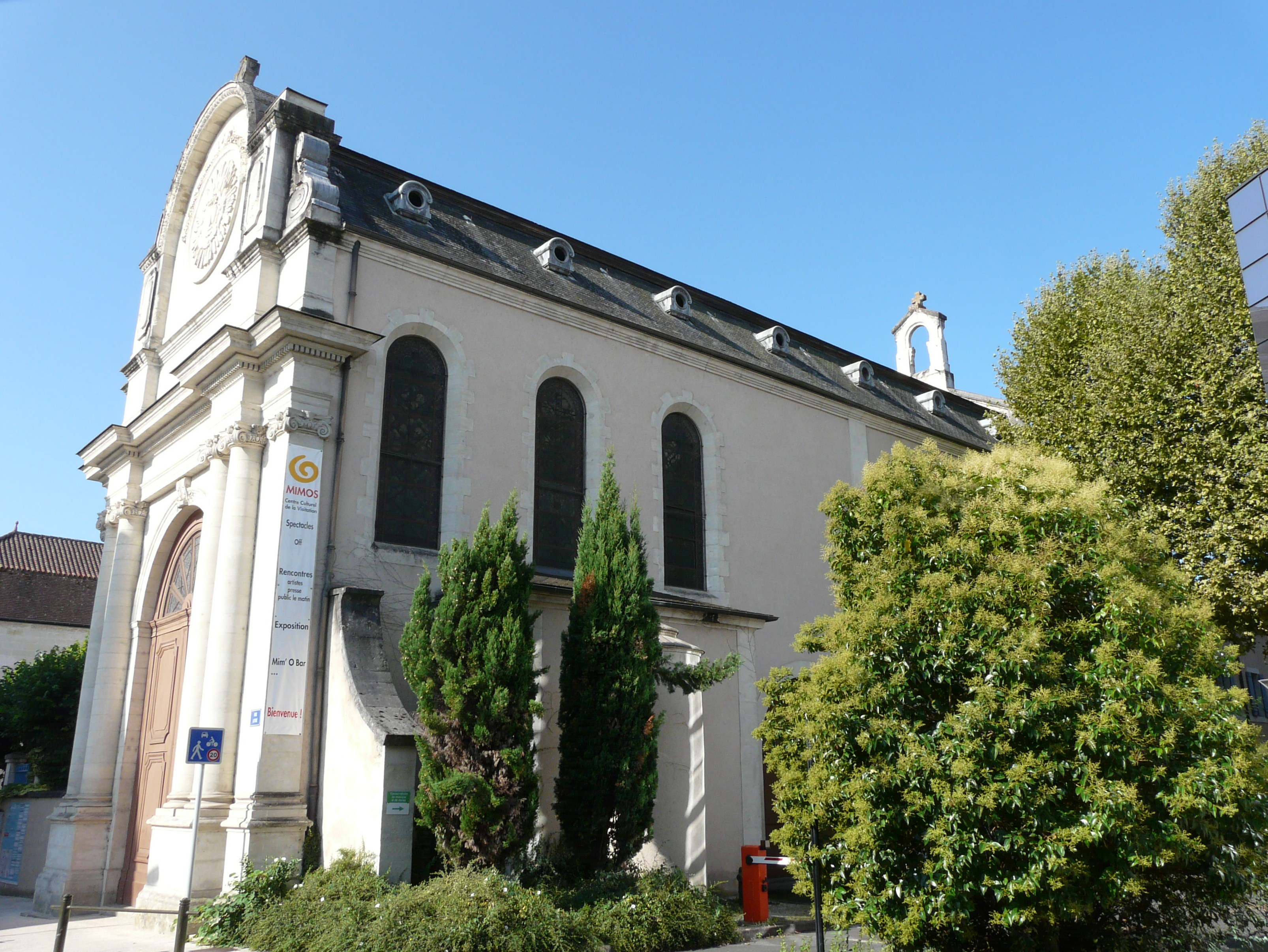
La chapelle de la Visitation.
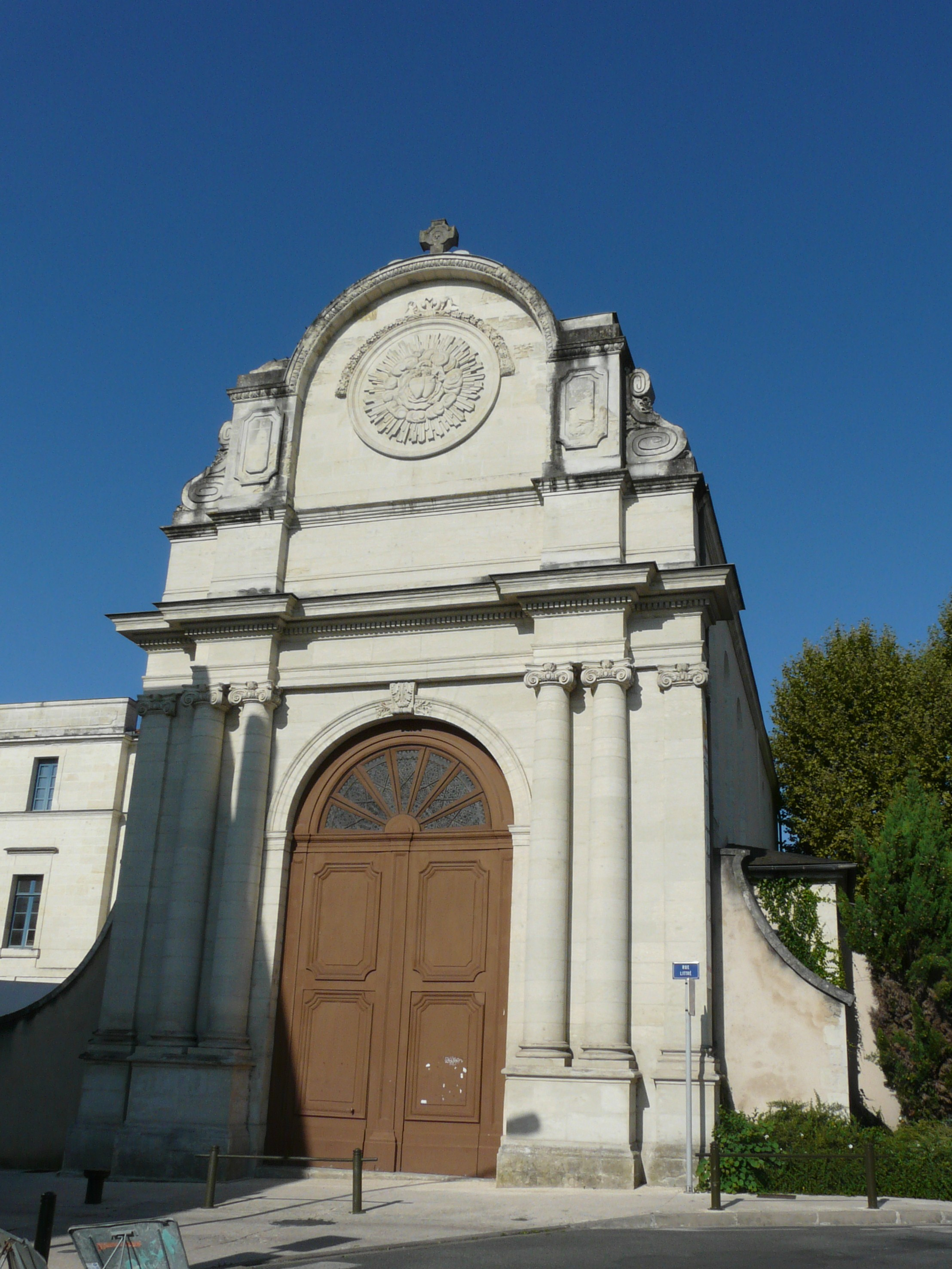
Son portail.
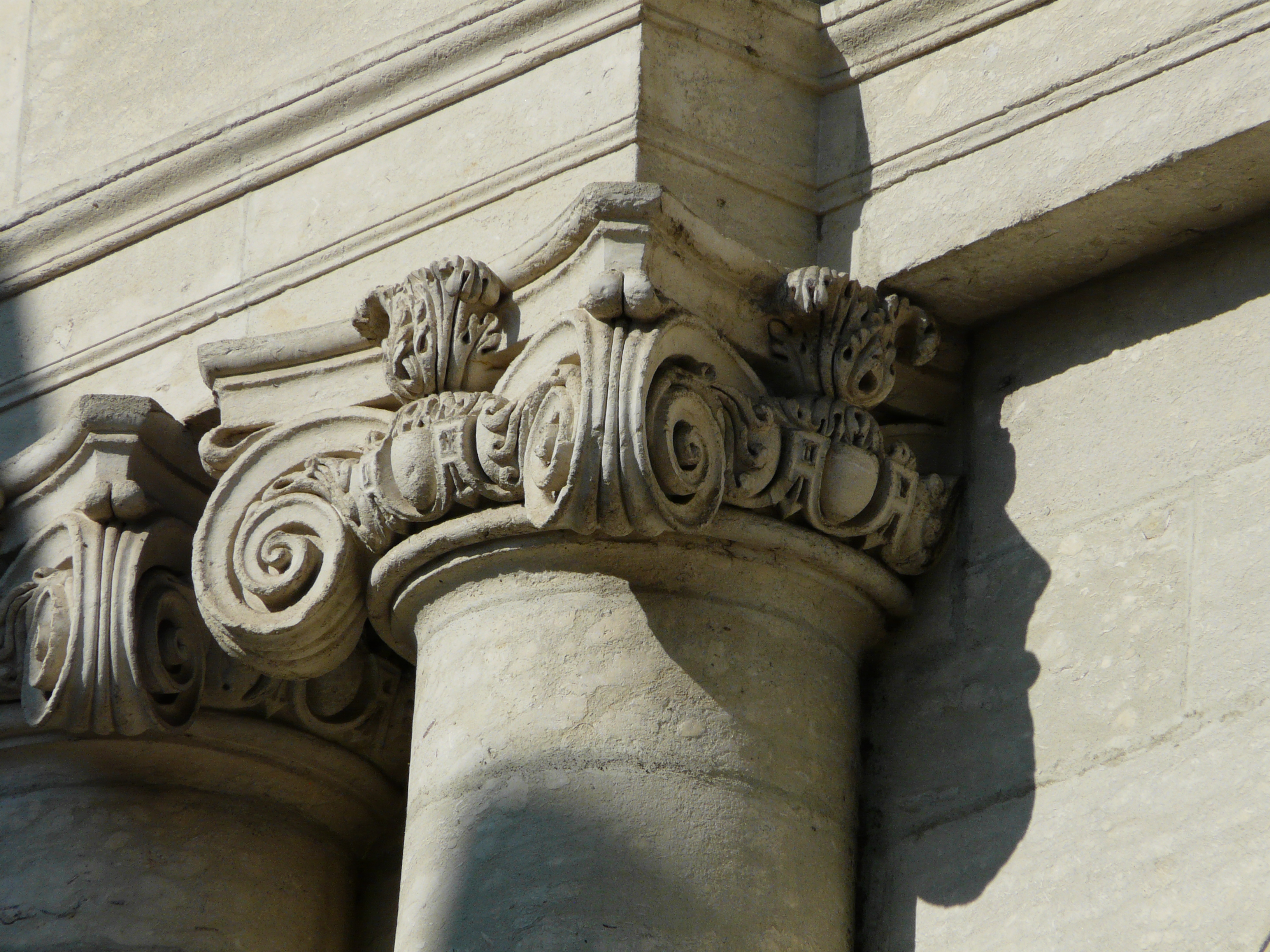
Un des chapiteaux de la façade est.
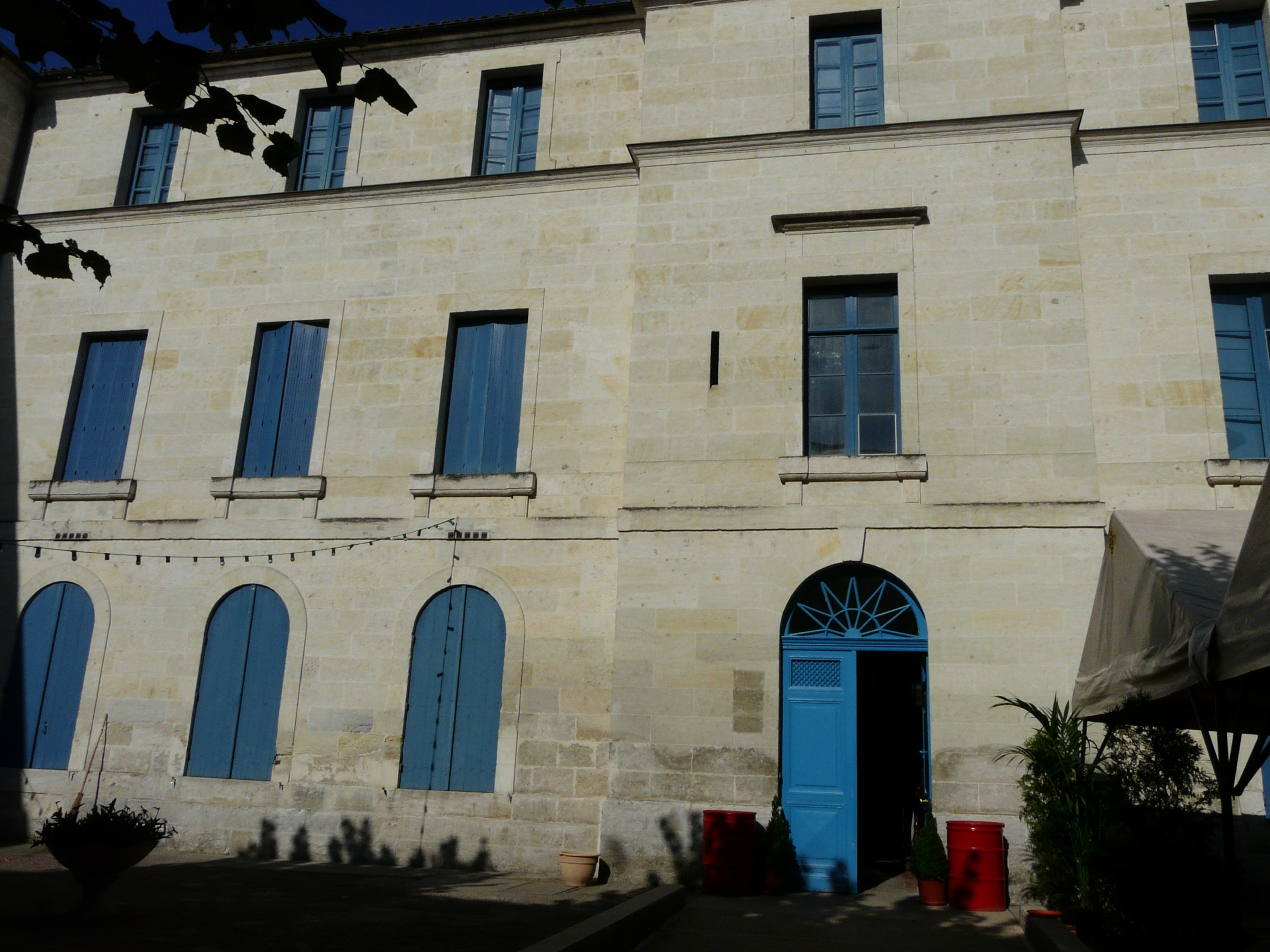
L'entrée du centre culturel de la Visitation.